# Puccinia montanensis
Puccinia montanensis är en svampart som beskrevs av Ellis 1893. Puccinia montanensis ingår i släktet Puccinia och familjen Pucciniaceae.   Inga underarter finns listade i Catalogue of Life.